# دهه ۸۰۰ (پیش از میلاد)
دهه ۸۰۰ (پیش از میلاد) ۸۰مین دهه قبل از مبدا شروع تقویم میلادی است.